# Яцусиро (город)
Я́цусиро (яп. 八代市 Яцусиро-си) — японский город на острове Кюсю, в префектуре Кумамото. Площадь города составляет 680,60 км², население — 128 763 человека (1 августа 2014), плотность населения — 189,19 чел./км². Находится в 30 км к югу от более крупного города Кумамото. Яцусиро расположен на реке Кума-Гава (яп. 球磨川), в 2 км от западного берега острова.
Ежегодно в конце ноября в Яцусиро проводится фестиваль Мёкэнсай (яп. 妙見祭 Мё:кэнсай). Среди других достопримечательностей города — руины замка Яцусиро (на данный момент входит в состав синтоистского святилища), местная бумажная фабрика, а также портовый район, откуда открывается отличный вид на острова Амакуса.